# Oliveto Lucano
Oliveto   Lucano község (comune) Olaszország Basilicata régiójában Matera megyében.

## Fekvése
A megye északnyugati részén fekszik, a Gallipoli Cognato–Piccole Dolomiti Lucane regionális park területén.

## Története
A település alapításáról nincsenek pontos adatok. Első írásos említései az 1200-as évek elejéről származnak. 1806-ig nemesi birtok volt. A feudalizmus felszámolásával a Nápolyi Királyságban önálló település lett.

## Népessége
A népesség számának alakulása:

## Főbb látnivalói
- Maria Santissima delle Grazie-templom
- Santa Maria di Piano di Campo-templom